# 丹参
丹参（学名：Salvia miltiorrhiza）又稱作柴丹蔘、紅丹、赤蔘，是唇形科鼠尾草属植物，其根是一種中藥。

## 形态
多年生草本，有丹红色肥大的根，俗称“红根”，茎高40～80厘米，多分枝，被长柔毛。叶常为奇数羽状复叶，顶端小叶较大，小叶卵形或椭圆状卵形，先端钝，边缘具圆锯齿，两面被柔毛，下面较密。轮状聚伞花序成顶生或腋生，组成假总状花序，密被腺毛及长柔毛；小苞片披针形；花萼钟状，先端二唇形，萼筒喉部密被白色柔毛；花冠蓝紫色，二唇形，花冠筒外伸，弯曲，筒内有毛环。椭圆形小坚果，花期5～8月，果期8～9月。

## 分布地點
中國大部分地區均有生產丹參主要分布於中國河北、山西、陝西、
山東、河南、江蘇、浙江、安徽、江西及湖南，日本、臺灣也有分布。
目前栽培與野生品均有，主產於中國四川、山西、河北、江蘇、安徽等省

## 名称

### 学名
丹参的拉丁学名为，其中属名即鼠尾草之意；而种加词意为“丹砂根”，可拆分成两部分和，其中见于老普林尼的《自然史》，意为“丹砂”、“赭石”，来自希腊语，意为“红土”。而意为“根茎”。这个种加词巧妙地将中文“丹参”中的“丹”翻译成了（丹砂）。

### 別名
一般称為"丹參"。另有：赤參，山參，紫丹參，紅根，红骨笋，紅暖藥，紫黨參，紅參，血參，血參根，血丹參，紅丹參，赤丹參，血生根，血山根，木羊乳，連馬，山紅蘿蔔，活血根，靠山紅，燒酒壺根，野蘇子根，山蘇子根，大紅袍，蜜罐頭，蜂糖罐，朵朵花根，卻蟬草根，卻蟬草根，奔馬草根，長鼠尾草根，水羊草根等別名。

## 变形和变种
除原变形外，还有白花变型（f. alba），与原变形不同在于花的颜色为白色，分布于中国大陆的山东省。
有一变种：
- 单叶丹参（学名：Salvia miltiorrhiza var. charbonnelii），分布在中国大陆的河南、山西、河北等地，一般生长在草丛、山坡和路旁。

## 丹參之生長發育
丹參之生育期可分為生育初期、生育中期、生育後期、生育末期等不同生育階段
1.生育初期：丹參播種或移植田間的2個月為丹參之生育初期，植株地上部開始生長。
2.生育中期：丹參種植田間的3-6個月為丹參之生育中期，植株地上部莖葉生長旺盛，植株抽花苔。
3.生育後期：丹參種植田間的7-9個月為丹參之生育後期，植株地上部莖葉生長旺盛，植株開花，種子陸續成熟。
4.生育末期：丹參種植田間的10-12個月為丹參之生育末期，此時根部的產量最高、有效成分含量最高，品質最佳，為丹參根部的採收適期。

## 药用

### 中藥記載

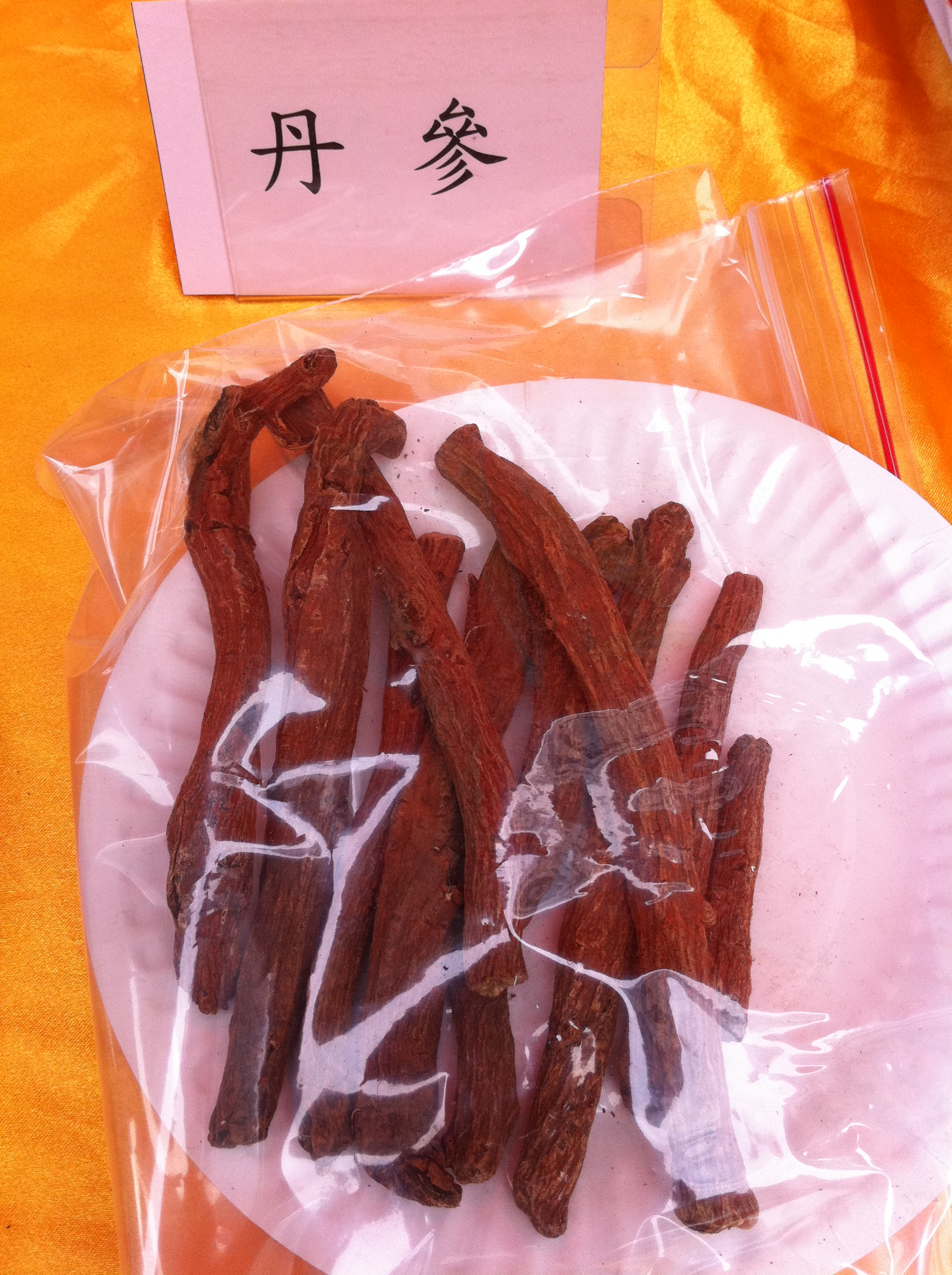
藥用丹參

丹參最早在典籍裡出現是《神農本草經》，該典將丹參列為上品藥材，意思就是沒有毒性。在《本草圖經》並云：「二月生苗，高一尺許，莖幹方棱，青色。葉生相對，如薄荷而有毛，三月開花，紅紫色，似蘇花。根赤大如指，長亦尺餘，一苗數根。」而後在歷代的本草藥典中也都有相關的記載和研究：
- 『日華子』： “養神定志，通利關脈。治冷熱勞，骨節疼痛，四肢不遂；排膿止痛，生肌長肉，破宿血，補新生血，安生胎，落死胎，止血崩帶下；調婦人經脈不勻，血邪心煩；惡瘡疥癬，癭贅腫毒，丹毒，頭痛，赤眼；熱溫狂悶。”
- 『藥性論』： “能治腳弱，疼痺；主中惡，治百邪鬼魅，腹痛氣作，聲音鳴吼：能定精。”
- 『本經』： “主心腹邪氣，腸嗚幽幽如走水，寒熱積聚，破癥除瘕，止煩滿，意氣。”
- 『別錄』： “養血，去心腹痼疾，結氣，腰脊強，腳痹，除風邪留熱，久服立人。”
- 『滇南本草』：“補心生血，養心定志，安神寧心，健忘征忡，驚悸不寐。”
- 『吳譜本草』： “治心腹痛。”
- 『本草經集注』：“療風痹。”
- 『四聲本草』：“治風軟腳。”
- 『品匯精要』：“主養陰血，除邪熱。”
- 『綱目』：“活血，通心胞絡，治疝痛”
- 『廣雅』：「郝蟬，丹參也。」

### 性味归经
味苦辛，性微寒。归心、心包絡、肝經。

### 功能主治
祛瘀止痛，活血化瘀，活血通經，清心除煩，擴張血管。用於月经不调，闭经痛經，癥瘕積聚，產後惡露，胸腹刺痛，腸鳴腹痛，熱痹疼痛，瘡瘍腫痛，心煩不眠；肝脾腫大，心絞痛。一味丹參同四物湯，為妇科要藥。

### 丹參藥用成分
丹參為傳統中醫所使用的藥材，是用於治療心血管疾病的著名中草藥，在臨床應用中具有廣泛的生物活性，包括抗膽鹼酯酶、抗腫瘤、抗炎和抗血管病特性。其根部已分離出來的化合物成分主要包含脂溶性的二萜類成分與水溶性的酚酸成分，这些酚酸成分由咖啡酸和丹参素通过酯键和烯醇键结合而成。脂溶性成分已有50多種二萜類化合物已鑑定出來，大部分為丹參酮類，包括丹參酮I（tanshinone I）、丹參酮ⅡA（tanshinone ⅡA）、丹參酮ⅡB（tanshinone ⅡB）、隱丹參酮（cryptotanshinone)等，為脂溶性成分中的主要活性成分，而丹參根部呈現深紅色就是因為丹參酮類存在於根表皮所致。
丹參的活性成分透過減少血管內皮細胞的增殖和遷移，並逆轉各種類型的血管生成細胞因子的釋放來減緩腫瘤進展，包括直腸癌(colorectal cancer)、骨肉瘤(osteosarcoma)、肺癌(Lewis lung carcinoma)、黑色素瘤(melanoma)和前列腺癌(prostate cancer)。丹參的三種主要二萜化合物包括丹參酮 I、丹參酮 IIA 和隱丹參酮，除了與心血管系統之效率有相關外，此3種化合物都已被證明具有獨特的抗腫瘤生長特性，包括誘導細胞凋亡、細胞週期停滯和腫瘤血管生成抑制等。
1. 丹參酮I ：研究發現，高濃度的丹參酮 I對心血管疾病和發炎性疾病的治療作用具有臨床安全性，可有效使抗藥性腫瘤細胞失去活性；抑制由腫瘤壞死因子TNF-α和 IL-6 刺激誘導的核因子NF-κB的轉錄活性；值得注意的是，透過對內皮細胞和腫瘤細胞的直接影響，在缺氧或常氧條件下，丹參酮 I在腫瘤轉移中具有抗血管生成活性；丹參酮 I 可以減弱內皮細胞的增殖、遷移和分化，從而在其初始階段阻止腫瘤血管生成；在人類血管內皮生長因子hVEGF-A165基因觸發的肺癌小鼠模型中，丹參酮 I顯著下調 hVEGF-A165 的過度表達，使細胞停留在 S 期和 G2/M 期，有利於抗血管生成治療；丹參酮 I可治療各種異種移植腫瘤中微血管密度的衰減以及抑制人臍靜脈內皮細胞 HUVEC 的遷移和形成能力。
2. 丹參酮IIA ：是丹參活性成分中經過很多全面性研究的化合物，據研究其為多種癌細胞類型（包括肺癌和骨肉瘤）中新血管形成的有效抑製劑，研究指出，丹參酮 IIA 透過阻斷 HIF-1α/β-catenin/TCF3/LEF1 信號通路，在各種人類結直腸癌細胞株中發揮抗血管生成作用，如 LoVo、SW620、HT-29、HCT-116 和 HUVEC；丹參酮 IIA 可誘導 HIF-1α 和 VEGF 表達受損，並抑制人類乳腺癌的生長。
丹參酮 IIA已被研究證實具有抗血管生成(anti-angiogenic)、抗氧化、抗發炎及抗腫瘤生長之特性。已有多篇研究報告發現丹參酮 IIA 在前列腺、肝臟、骨骼、口腔、食道、子宮頸、慢性骨髓性白血病(chronic myeloid leukemia)癌細胞中具有抗癌活性，對一些癌細胞株具有細胞毒性(cytotoxic activity)，可引起胃癌、結腸癌、乳腺癌、卵巢癌、肺癌及白血球癌細胞株的細胞凋亡。亦有研究發現，丹參酮 IIA可誘導人類肝癌細胞株HepG2、人類肺癌細胞株 A549同時產生細胞凋亡(apoptosis)與細胞壞死(necroptosis)，對這種細胞死亡形式的研究在目前非常流行，基於細胞壞死的癌症治療(necroptosis-based cancer therapy)已被建議作為克服細胞凋亡抗性(necroptosis resistance)的替代方法。事實上一些晚期肺癌常因基於細胞凋亡的抗癌藥物已產生耐藥性，通常選擇 A549 細胞作為評估耐藥性的模型，而研究顯示丹參酮 IIA對肺癌治療有很大潛力，尤其是在避免產生細胞凋亡抗性方面有效。
3. 隱丹參酮：具有抗發炎、抗神經變性(antineurodegeneration)、抗氧化壓力(antioxidative stress)、抗血小板聚集(antiplatelet aggregation)、抗菌和抗腫瘤血管生成(antitumor angiogenesis)活性。隱丹參酮可抑制 U2OS 骨肉瘤細胞中的細胞增殖和 VEGF 誘導的血管生成；隱丹參酮抑制 U2OS 骨肉瘤細胞的細胞增殖和 VEGF 誘導的血管生成；透過破壞涉及 NF-κB 和 STAT3 通路的 TNF-α 的mRNA水平，並減少mRNA穩定因子HuR的細胞質易位，對各種癌細胞產生抗血管生成作用；隱丹參酮可抑制HUVEC細胞活性、管狀結構(tubular-like structure)形成、遷移及侵襲，是透過阻斷β-catenin 的轉錄與表達來抑制。

細胞壞死是一把雙面刃，透過消除癌細胞與抑制癌症的發生、生長及轉移來幫助預防癌症的發生。然而因細胞壞死而死掉的細胞會釋放某些分子或引發炎症反應，從而促進腫瘤細胞的生長與轉移，但這些缺點可以透過在傳統中醫藥處方中，結合使用抗發炎和抗轉移的植物化學成分來克服。中醫藥在對抗腫瘤所誘導的血管生成方面具有積極的藥理活性，天然化合物以及來自中醫藥的方劑在調節免疫功能、腫瘤增殖與轉移、加速血管生成和抑制化療引起的不良反應上具有重要功效。在傳統中醫醫理觀念，丹參具有活血化瘀的功效，其性味苦，微寒，入心、肝經，故相關文獻中記載丹參的藥性為活血化瘀、養血寧心、寬胸止痛，另有「一味丹參，功同四物」之說。
“丹参注射液”是临床使用历史较久的中药注射剂，主要用于扩张血管。水溶性成分叫做“丹参总酚酸”，也做成过注射剂。现在已经发现其中对心脑血管有效的成分是丹参乙酸镁，因此注射剂也更新成了“丹参多酚酸盐粉针”。粉针临床实验不良反应率仅0.56%。

## 延伸阅读
[在维基数据编辑]
 《欽定古今圖書集成·博物彙編·草木典·丹參部》，出自陈梦雷《古今圖書集成》
 《植物名實圖考·丹參》，出自吳其濬《植物名實圖考》